# Thann, Haut-Rhin
Thann là một xã trong vùng Grand Est, thuộc tỉnh Haut-Rhin, quận Thann (quận), tổng Thann (Chef-lieu). Tọa độ địa lý của xã là 47° 48' vĩ độ bắc, 07° 06' kinh độ đông. Thann nằm trên độ cao trung bình là 343 mét trên mặt nước biển, có độ cao thấp nhất là 328 mét và độ cao nhất là 922 mét. Xã có diện tích 12,51 km², dân số vào thời điểm 1999 là 8.033 người; mật độ dân số là 642,1 người/km². Thann nằm khoảng 15 km về phía tây-bắc của Mulhouse, cạnh sông Thur.

## Thông tin nhân khẩu
| 1962  | 1968  | 1975  | 1982  | 1990  | 1999  |
| ----- | ----- | ----- | ----- | ----- | ----- |
| 7 736 | 8 318 | 8 519 | 7 788 | 7 751 | 8 033 |

## Nhân vật nổi tiếng
- Ernst Robert Curtius (1886 – 1956), nhà văn